# 1970年新几内亚岛地震
1970年新几内亚岛地震是指1970年11月1日发生于巴布亚新几内亚新几内亚岛北部的强烈地震。该次地震震中位于南纬4.999度、东经145.396度，震级为Mw 6.9级、Ms 7.2级，震源深度约为42.7至60千米，最大烈度为8(VIII)度。根据美国地质调查局的记录，本次地震共造成5至18人遇难以及20人受伤，另造成约1.75亿美元的损失。

## 构造背景
巴布亚新几内亚处于环太平洋地震带。由于太平洋板块与印度澳大利亚板块间的碰撞，该国成为一个非常的地震危险区，近年来多次发生6级以上地震，其中自1900年以来已经发生了100多次7级以上的地震。根据J·C·博雷罗等人于2003年的分析，本次地震是一次走滑断层型地震。

## 震害情况
距地震发生时当地的记载，整个新几内亚岛都有不同程度的震感。其中，新几内亚岛北部的一个名为马当的城市震感最为强烈，当地至少有3人遇难。灾区有一些房屋变得扭曲，有许多砖块散落在街道上。除此之外，新几内亚岛北部地区的通往澳大利亚和关岛的电话线路均被切断。
除地震本身直接造成的影响外，新几内亚岛北部地区的沿岸遭受到了海啸的侵袭。在地震刚发生后，由于新几内亚岛北部地区的沿岸附近的水位发生了急剧变化，当地官员们曾担心过有无引发海啸的可能。一段时间过后，震中附近的近海底部受本次地震影响发生了滑坡，引发了一场最大高度约为3米的海啸。至少有100千米长的海岸线遭到了该海啸的侵袭。